# Walter Coyette
Walter Gastón Coyette (Avellaneda, 28 gennaio 1976) è un allenatore di calcio ed ex calciatore argentino, di ruolo centrocampista.

## Palmarès

### Giocatore

#### Competizioni internazionali
- Coppa CONMEBOL: 1

Lanús: 1996

### Nazionale
- Campionato mondiale Under-20: 1

Qatar 1995